# The Lost Chord
Ne doit pas être confondu avec l' album de Carla Bley The Lost Chords.

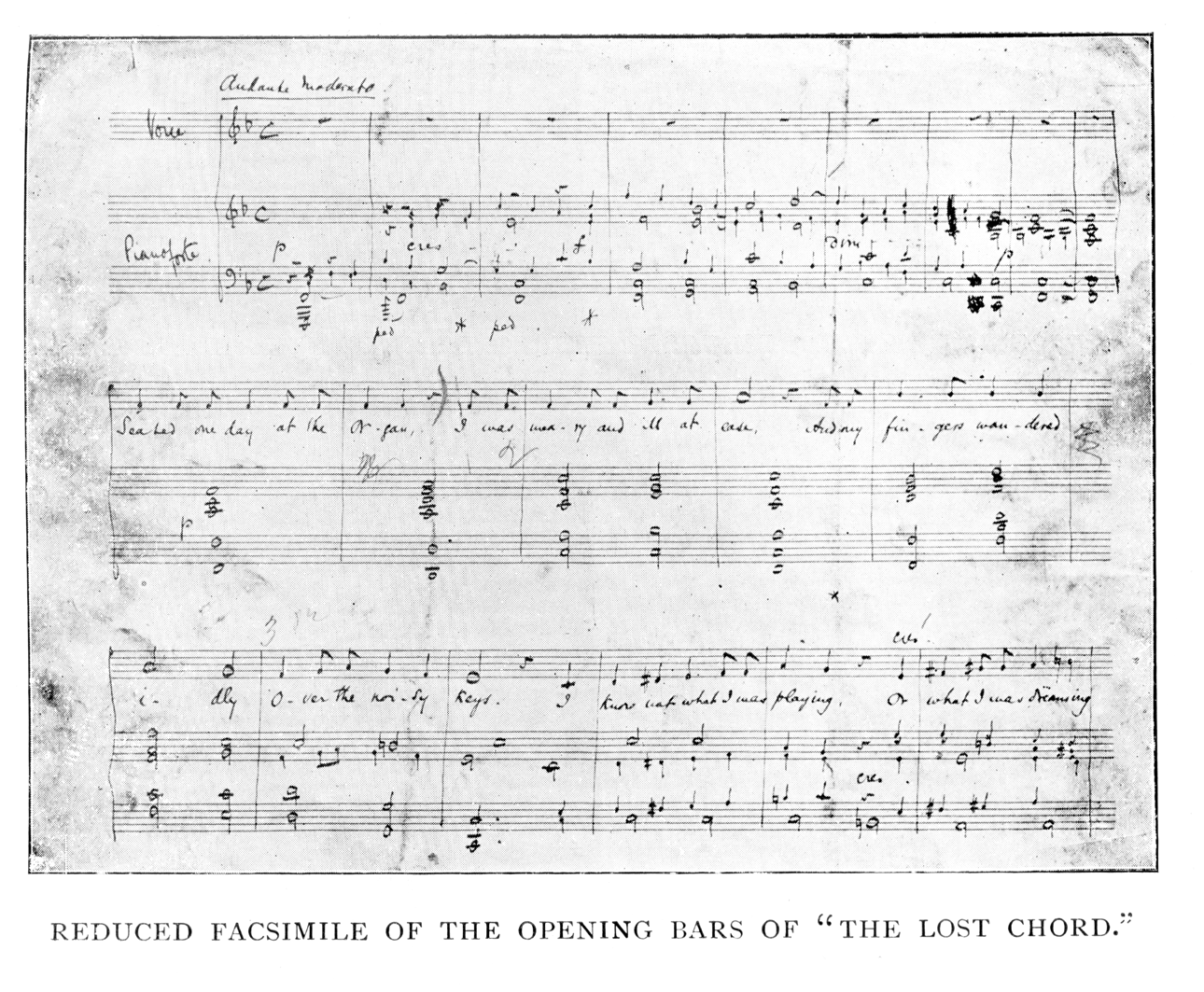
Les premières mesures de The Lost Chord, à partir d'un fac-similé du manuscrit original de Sullivan.

The Lost Chord est une chanson composée par Arthur Sullivan en 1877 au chevet de son frère Fred durant sa dernière maladie. Le manuscrit est daté du 13 janvier 1887; Fred Sullivan mourra cinq jours plus tard. Les paroles ont été écrites selon un poème de Adelaide Anne Procter appelé "A Lost Chord", publié en 1858 dans le journal anglais The English Woman's Journal.
"The Lost Chord" fut immédiatement un succès et devint particulièrement associé à l'amie proche de Sullivan, et parfois sa maîtresse, Fanny Ronalds, qui le chanta souvent à ses réceptions. Sullivan était fier de sa chanson et notera plus tard : "J'ai composé tant de musique depuis, mais je n'ai jamais réécrit un second Lost Chord."
Plusieurs chanteurs ont enregistré la chanson, dont Enrico Caruso, qui le chanta au Metropolitan Opera House le 29 avril 1912 à un concert dédié aux familles des victimes du naufrage du Titanic. La chanson est devenue depuis l'une des meilleures chansons de Sullivan connue, et est encore jouée aujourd'hui.

## Histoire
En 1877, Arthur Sullivan était déjà un grand compositeur anglais ayant composé des succès de critique tels que son Irish Symphony, son Overture di Ballo, beaucoup d'hymnes et de chansons, tels que "Onward, Christian Soldiers", et les courts opéras populaires Cox and Box et Trial by Jury (en). Au même moment, Adelaide Procter était une poétesse très populaire en Grande-Bretagne, seconde dans l'ombre de Alfred Tennyson. La mort du père de Sullivan l'inspira à l'écriture de son Overture In C (In Memoriam) environ 12 ans plus tôt. Durant la dernière maladie de Fred, Arthur rendit visite à son frère régulièrement à sa chambre sur King's Road à Fulham, Londres. Encore en deuil, il fut inspiré pour composer à son chevet l'ébauche de ce qui deviendra son célèbre The Lost Chord.
Fred Sullivan fut engagé comme acteur dans plusieurs opéras que son frère Arthur composa, jusqu'à ce moment. En outre, Francis Burnand, collaborateur d'Arthur Sullivan, écrit : « Fred Sullivan… était un musicien de premier ordre, et Arthur lui trouva toujours une place dans les opéras qu'il devait conduire. Comme il était la personne la plus absurde, il était tout autant le plus aimable. Les deux frères étaient chacun dévoués à l'autre, mais Arthur fut consacré, et le pauvre petit Fred fut oublié. » Fred créa les rôles d'Apollon dans l'opéra Thespis de Gilbert et Sullivan, et le juge savant dans leur Trial by Jury. Il apparut aussi dans Cox and Box et The Contrabandista. Fred aurait très probablement joué un rôle de premier plan dans le travail de Gilbert et Sullivan, The Sorcerer, mais il tomba malade en 1876 et est décédé avant que les travaux ne puissent être produits.

## Version de 1888 pour Edison
En 1888, Thomas Edison envoya son phonographe perfectionné à George Gouraud à Londres, et au 14 août 1888, Gouraud introduisit le phonographe à Londres lors d'une conférence de presse incluant une séance de piano ainsi qu'une version au cornet de "The Lost Chord," l'un des premiers enregistrements musicaux jamais fait.
Une série  de fêtes suivirent, introduisant le phonographe aux membres de la haute-société appelée "Little Menlo" à Londres. Sullivan fut invité à l'une de ces fêtes de 5 octobre 1888. Après le diner, il enregistra un discours à envoyer à Thomas Edison, disant, en partie :
« Je peux seulement dire que je suis étonné et quelque peu terrifié à la suite de l'expérience de ce soir : étonné de la puissance merveilleuse que vous avez développé, et terrifié à l'idée que tant de mauvaises musiques hideuses soient enregistrées à jamais. Mais tout de même, je pense que c'est la chose la plus merveilleuse que j'aie jamais rencontré, et je vous félicite de tout mon cœur pour cette merveilleuse découverte. »
Ces enregistrements furent découverts à la Libraire Edison au New Jersey dans les années 1950.

## Texte original(en)
Seated one day at the organ,

I was weary and ill at ease,

And my fingers wandered idly

Over the noisy keys.

I know not what I was playing,

Or what I was dreaming then;

But I struck one chord of music,

Like the sound of a great Amen.

It flooded the crimson twilight,

Like the close of an angel's psalm,

And it lay on my fevered spirit

With a touch of infinite calm.

It quieted pain and sorrow,

Like love overcoming strife;

It seemed the harmonious echo

From our discordant life.

It linked all perplexèd meanings

Into one perfect peace,

And trembled away into silence

As if it were loth to cease.

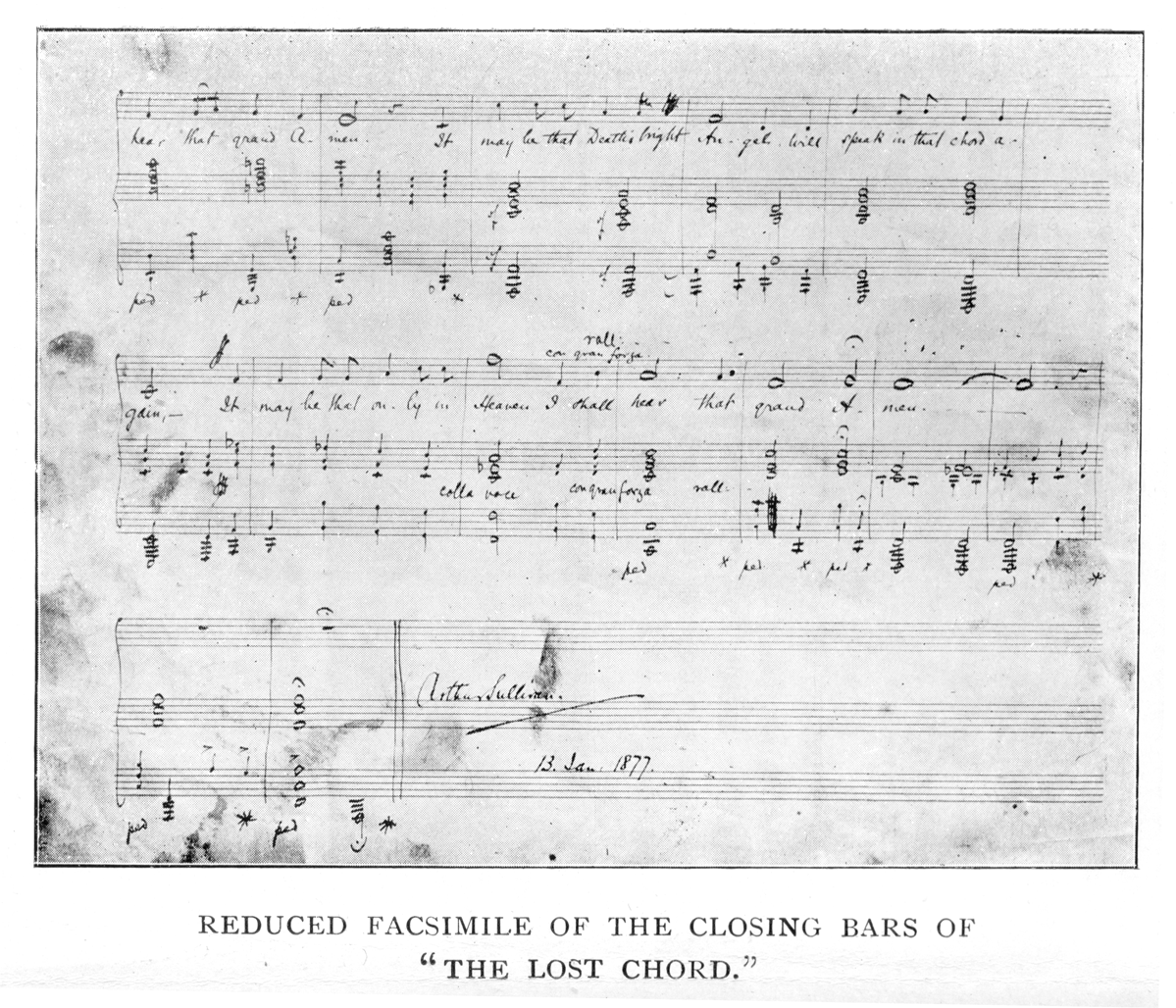
Les dernières mesures, avec la signature de Sullivan et la date du "13 Jan. 1877"

I have sought, but I seek it vainly,

That one lost chord divine,

Which came from the soul of the organ,

And entered into mine.

It may be that death's bright angel

Will speak in that chord again,

It may be that only in Heav'n

I shall hear that grand Amen.

## Influence culturelle
- Il y a eu au moins six films appelés The Lost Chord, et un appelé The Trail of the Lost Chord[7].